# スーパーマリオスタジアム (テレビ番組)
『スーパーマリオスタジアム』（Super Mario Stadium）は、1993年10月7日から1996年6月27日までテレビ東京系列局で放送された任天堂のゲーム機・ゲームソフト関連の情報バラエティ番組（ゲーム番組）。任天堂の一社提供。

## 概要
それまで同木曜18:00枠で放送されていた『スーパーマリオクラブ』のリニューアル版で、同番組で行われていたファミリーコンピュータとスーパーファミコン中心の企画に、当時開始して間もないJリーグブームにあやかってサッカーの要素を加えた。
当初は「知力・体力・ゲーム力」をテーマに、多人数の出場者の中から優勝チーム（1チーム3人1組）を決める勝ち抜きバトルを行っていたが、Jリーグブームが沈静化してからは従来どおりテレビゲーム中心のクイズ企画を行うようになり、出場者数も少人数へと戻された。ただし、決勝戦では初回から一貫してゲーム対決で決着を付けていた。優勝チームには、チャンピオンになった事を証明する認定証とメンバー全員に発売前の新作ソフトの中から好きなソフトを1本ずつ、さらに東京ディズニーランドのパスポートチケットを進呈していた。
エンディングでは、テーマ曲に乗せて視聴者プレゼントクイズを出題していた。応募はハガキで受付、正解者の中から抽選でプレゼントが贈られた。番組開始当初は番組特製グッズなどを進呈したが、後に当選者が欲しいゲームソフトを進呈する形式に変更された。
番組はその後、スポンサーの任天堂からNINTENDO 64が発売されたのを機に同タイトルでの放送を終了。以後は『64マリオスタジアム』と改題して放送された。
相葉雅紀（当時は一般人）が小学生時代に友人達と共にゲーム企画に参加した事があり、対戦相手のラッシャー板前に負けている。

## 放送時間
テレビ東京系列
- 毎週木曜 18:00 - 18:30 （1993年10月7日 - 1994年9月29日）
- 毎週木曜 18:30 - 19:00 （1994年10月6日 - 1996年6月27日）

テレビ愛知では、1994年10月11日から1996年3月31日までは毎週日曜 9:00 - 9:30に放送されていたが、1996年4月4日以降は同時ネットになった。

## 出演者

### 司会
- 渡辺徹
- 加藤紀子

### 準レギュラー
- ラッシャー板前
- 井手らっきょ
- 爆笑問題
- 渡辺浩弐

## 主なコーナー

### 勝ち抜き戦のコーナー
3人1組のチームが多数出演し、勝ち抜き方式で優勝チームを決定する。1993年10月から1994年9月まで実施。
- 1回戦（多数→4チーム） - クイズによる勝ち抜け戦。1問誤答で失格。時間の都合などにより勝ち抜けチームが決定できない場合は近似値クイズを出題し、正解に近いチームから勝ち抜け。
  - 一度、全滅になった回があり、前の問題で残ったチームから再スタートした。
  - また、1チーム残った場合その時点で勝ち抜け。前の問題までに残ったチームだけでクイズは続いた。
- 初期の準決勝・決勝
  - 準決勝（4チーム→2チーム） - サッカーのPK戦のように、1人1球ずつ（チームで計3球）ゴールに向かってキックを行う。ゴール数の多い2チームが決勝進出。進行役およびゴールキーパーは、ラッシャー板前と井手らっきょが週替わりで担当。キック位置は4段階あり、進行役の裁量で決められていた（主に女子はゴールより近い位置から、スポーツ経験のある男子は遠い位置からのキックとなる）。
  - 決勝 - 『テトリスフラッシュ』を1人1分間（3人で計3分間）リレー方式で対戦プレイし、得点の高いチームが優勝。プレイヤー交代時に中断しない。
- ルール改正後の準決勝・決勝
  - 準決勝（4チーム→2チーム） - チーム代表者が『スーパーマリオカート』の「VSマッチレース」をプレイし、勝利したチームが決勝進出。
  - 決勝 - サッカーPK方式のように、チームメンバー1人1球ずつ交互にキックを行い、より多くゴールしたチームの優勝。進行役およびゴールキーパーは、ラッシャー板前と井手らっきょが週替わりで担当。

### クイズ＆ゲームバトル
1994年10月からは、主に小学生以下の2人1組のチームが4組出演し優勝を競う。主に発売前のゲーム情報に関する早押しクイズや、スーパーファミコンを使用したゲームバトルに挑戦した。
バトルの最後は「スタチャレクイズ」。毎週芸能人ゲストがゲームに挑戦し、その結果を4チームがこれまで獲得してきた持ち点を使って予想する。
但し、毎週番組側でその週のスコアないし順位の最下限・最上限を設定してその範囲内で予想してもらう事がルールで、最下限未満及び最上限以上の予想は出来ないルールだった。
予想が的中したチームは、その結果に応じた得点が加算される。なお、ゲストの結果が最下限未満になってしまった場合は全チームの賭け点が返還され、逆に最上限以上の結果になり番組が盛り上がった場合は全チーム正解となった。かつてTBSテレビで放送されていた「クイズダービー」で解答者全員が不正解になった場合に出場者に点数が戻る「お返し」ルールの子供版といったところがある。
このスタチャレクイズは時たま大逆転が起きる事で知られ、直前まで最下位だったチームが唯一正解して逆転優勝を果たすケースも少なくなかった。

## エンディングテーマ
- 持田かおり（現：持田香織）「もう一度」
- 三宅亜衣「傷つく勇気が欲しいよ」
- 保科奈穂「gendle wind」
- 加藤紀子「Truth」
- 加藤紀子「元気でいるよ」
- 加藤紀子「冷たくしてください」